# 約翰·伊斯內爾
約翰·羅伯特·伊士拿（John Robert Isner，1985年4月26日—），是一位美國職業網球運動員。於2007年轉為職業選手。他已經獲得過4項賽事冠軍，其中包括一個ATP巡迴賽的冠軍。2018首奪邁阿密大師賽冠軍，是個人經過三次大師賽亞軍後首度的冠軍。

## 網球史上最長的比賽
他在2010年溫布頓網球錦標賽，在第一輪與尼古拉·馬俞在第五盤進入膠著，這場賽事最終打了三天，總計11小時5分鐘，在第五盤以70-68取勝晉級第二輪。雙方於這場比賽共打了183局，伊斯內爾的Ace有113個、尼古拉·馬俞有103個；伊斯內爾致勝球246個、尼古拉·馬俞為242個，皆刷新網球史上的紀錄。

## 外部連結
- 官方网站
- 官方网站
- 約翰·伊斯內爾（英文/西班牙文）的官方資料
- 約翰·伊斯內爾的國際網球總會 職業／青少年 官方資料（英文）
- 約翰·伊斯內爾的官方資料（英文）